# Warren Beatty
Henry Warren Beatty (Richmond (Virginia), 30 maart 1937) is een Amerikaans filmacteur, -regisseur en -producent. Hij is de jongere broer van actrice Shirley MacLaine.

## Loopbaan
Beatty debuteerde als acteur in Splendor in the Grass (1961) naast Natalie Wood, met wie hij korte tijd ook een relatie had. Meteen was hij een van de jeune premier acteurs van de Verenigde Staten. In 1966 werd hij door de Franse regisseur François Truffaut getipt op het scenario van Bonnie and Clyde om samen met zijn toenmalige vriendin, actrice Leslie Caron, de hoofdrollen te vertolken. Beatty echter vond haar niet geschikt en vroeg Faye Dunaway. In 1965 had Beatty voor het eerst kennisgemaakt met de Britse actrice Julie Christie toen beiden in Londen tijdens een speciale gelegenheid aan de Britse vorstin Elizabeth werden voorgesteld. Vanaf 1967 vormden beide acteurs ook een romantisch paar, al spendeerden ze evenveel tijd apart als in elkaars gezelschap. In de Robert Altman film McCabe & Mrs. Miller (1971) acteerden de geliefden voor het eerst met elkaar. Intussen werd Beatty gevraagd voor een Sovjet-verfilming van het leven van de Amerikaanse communistische journalist John Reed; hij bedankte maar raakte wel geïnteresseerd en begon zelf een biografisch scenario te schrijven.
Mede dankzij de films die hij in de jaren zeventig maakte, zoals Dollars (1971), Shampoo (1975) en Heaven Can Wait (1978), en de vele relaties die hij met zijn tegenspeelsters aanging, werd de intellectuele Beatty niet zo serieus genomen als hij had gewild. Daar kwam echter verandering in met de verfilming van het leven van John Reed. Sinds 1969 was hij bezig geweest met het scenario en al in 1971 had hij de eerste getuigenissen op film vastgelegd. Reds kwam uit in 1981 en was ondanks de lovende kritieken geen bioscoopsucces, mede vanwege de speelduur van zo'n drie uur, waardoor er slechts een vertoning van de film per avond mogelijk was. Wel werd Beatty nu gezien als een van de grootste Amerikaanse filmmakers. Hij schreef het scenario, deed de productie, de regie en speelde de hoofdrol in het drie uur durende epos. De film kreeg twaalf Oscarnominaties en won er vier, waaronder die voor beste regisseur. Enkele kassuccessen zoals Dick Tracy (1990) en Bugsy (1991) volgden en met Bulworth (1998) nam hij de Amerikaanse politiek ernstig op de hak.
De in de Verenigde Staten als uiterst links beschouwde Beatty heeft altijd de naam rokkenjager gehad, onder zijn partners waren onder anderen ook Joan Collins, Diane Keaton, Cher, Michelle Phillips (zangeres van the Mamas and the Papas) en Madonna. In 1992 trouwde hij voor het eerst, met actrice Annette Bening; ze hebben vier kinderen.
Bij de uitreiking van de Oscars op 26 februari 2017 in Los Angeles kreeg Warren Beatty het verkeerde kaartje met de winnende beste film in handen. Faye Dunaway, met wie hij de prijs uitreikte, kondigde daarop aan dat La La Land gewonnen had. Even later werd duidelijk dat Moonlight de winnaar was.